# Ołów (jezioro)
Ołów – jezioro polodowcowe, położone na północnych obrzeżach miasta Ryn (województwo warmińsko-mazurskie, powiat giżycki, gmina Ryn), u podnóża ryńskiego zamku.

## Charakterystyka
Zbiornik o słabo rozwiniętej linii brzegowej o długości 3800 m, brzegach pagórkowatych, miejscami stromych, otoczonych polami, łąkami, a w północno-wschodniej części lasem, po części podmokłym. Południowe krańce jeziora stykają się z zabudowaniami Rynu. Jezioro ma kształt owalny, wydłużony w kierunku północno-południowym. Średnia głębokość jeziora wynosi 13 m, natomiast maksymalna 40,1m. Długość maksymalna zbiornika wynosi 1640 m, a szerokość 530 m.
Ławica brzegowa wąska (jedynie w południowej części rozległa), dość gwałtownie opadająca ku zagłębieniom. Zbiornik posiada trzy głęboczki, najgłębszy punkt (40,1 m) znajduje się w północnym krańcu zbiornika. W części północnej znajduje się połączenie z Jeziorem Orło, a w południowo-zachodniej zlokalizowany jest odpływ do Jeziora Ryńskiego. W okresie letnim w jeziorze wykształca się układ stratyfikacji termicznej. Podczas stagnacji letniej na głębokości 40 m zawartość tlenu wynosiła około 2 mg/O2. Jezioro posiada I klasę czystości wód. Przezroczystość wody wynosi około 2,5-3,5 m. Jezioro objęte jest strefą ciszy.
Roślinność wynurzona porasta przerywanym pasem prawie całą linie brzegową (85% długości), co stanowi około 6% powierzchni jeziora. Jedynie w części południowej, w okolicy Rynu, zasięg roślinności jest ograniczony. Wśród roślin dominującymi gatunkami są: trzcina pospolita, pałka wąskolistna. Roślinność zanurzona porasta wzdłuż całej linii brzegowej i zajmuje powierzchnię około 9 ha, co stanowi 15% powierzchni zbiornika. Dominantami są: mech wodny, wywłócznik kłosowy, rdestnica połyskująca i przeszyta oraz rogatek.
Jezioro jest udostępnione do wędkowania. Występuje tam sielawa, sieja, leszcz, szczupak, okoń, węgorz, lin, płoć. Zbiornik zarybiany węgorzem, szczupakiem oraz sielawą. Wraz z Jeziorem Orło wchodzi w skład obwodu rybackiego nr 21.
W obrębie akwenu można spotkać raka pręgowatego oraz kormorana.
Na południowym krańcu znajduje się miejskie kąpielisko oraz amfiteatr (położony na stoku dawnej, krzyżackiej winnicy). Wokół jeziora prowadzi malowniczy szlak, doskonały zarówno na wędrówki piesze, jak i przejażdżki rowerowe (ok. 5 km).